# Heliconiini
De Heliconiini zijn een geslachtengroep van vlinders uit de familie Nymphalidae.

## Geslachten
- Heliconius Kluk, 1780
  - = Heliconius Latreille, 1804
  - = Migonitis Hübner, 1816
  - = Sunias Hübner, 1816
  - = Sicyonia Hübner, 1816
  - = Ajantis Hübner, 1816
  - = Apostraphia Hübner, 1816
  - = Heliconia Godart, 1819
  - = Crenis Hübner, 1821
  - = Phlogris Hübner, 1825
  - = Blanchardia Buchecker, 1880
  - = Neruda Turner, 1976
  - = Laparus Billberg, 1820
  - = Podalirius Gistel, 1848
- Agraulis Boisduval & Le Conte, 1835
- Dione Hübner, 1819
- Dryadula Michener, 1942
- Dryas Hübner, 1807
  - = Alcionea Rafinesque, 1815
  - = Colaenis Hübner, 1819
- Eueides Hübner, 1816
  - = Mechanitis Illiger, 1807
  - = Semelia Doubleday, 1845
  - = Evides Agassiz, 1846
  - = Semelia Erichson, 1849
  - = Semelia Boisduval, 1870
- Philaethria Billberg, 1820
  - = Metamandana Stichel, 1907
- Podotricha Michener, 1942